# 張翀 (弘治進士)
張翀（1469年—1526年），字鵬舉，號北渚，直隸揚州府泰興縣人，軍籍，明朝政治人物。

## 生平
弘治五年（1492年）壬子科應天鄉試第一百二十名舉人，十八年（1505年）中式乙丑科會試第一百二名，三甲第一百六十名進士。授上高縣知縣，當時劉瑾擅權，所在輒籍民產，張翀力行遏止，華林盜賊劫掠郡縣，張翀振肅兵威，賊不敢肆，正德七年（1512年）五月升南京福建道監察御史，出為江西廣信府知府，嘉靖五年（1526年）卒。

## 家族
曾祖張忠，知府；祖父張琳；父張黼，國子生。母蔡氏。慈侍下。兄張羽，弟張𦒎。兄弟三人皆進士，號「三鳳」，朝廷敕命建坊。

## 著作
有《北渚遗稿》4卷。